# Isosaari (ö i Finland, Birkaland, Tammerfors, lat 61,74, long 23,95)
Isosaari är en ö i Finland. Den ligger i sjön Velaattajärvi och i kommunen Tammerfors i den ekonomiska regionen Tammerfors och landskapet Birkaland, i den södra delen av landet, 180 km norr om huvudstaden Helsingfors. Öns area är 6,9 hektar och dess största längd är 0,5 kilometer i sydöst-nordvästlig riktning.